# Ruhrstadion
A Ruhrstadion teljes néven rewirpowerSTADION egy német labdarúgó-stadion.
- Kapacitása: 29.448 fő
- Elhelyezkedés:  Bochum, Németország
- Megnyitás ideje: 1910. október 8.
- Bérlők: VfL Bochum
- Korábbi nevei: Sportplatz an der Straße Castroper (1911-1921), Stadion an der Straße Castroper (1921-1979), Ruhrstadion (1979-2006)

## Fordítás
- Ez a szócikk részben vagy egészben  a   Ruhrstadion című angol Wikipédia-szócikk fordításán alapul.  Az eredeti cikk szerkesztőit annak laptörténete sorolja fel. Ez a jelzés csupán a megfogalmazás eredetét és a szerzői jogokat jelzi, nem szolgál a cikkben szereplő információk forrásmegjelöléseként.